# Inter de Miami II
El Inter Miami Club de Fútbol II, conocido también como Inter de Miami II, es un equipo de fútbol profesional con base en la ciudad de Fort Lauderdale, Florida, Estados Unidos y que juega en la MLS Next Pro. Fue fundado el 1 de febrero de 2020 y jugó su primera temporada en la USL League One. Es el equipo reserva del Inter de Miami de la Major League Soccer. Hasta el 2021, el club se llamaba Fort Lauderdale CF.

## Historia
El 9 de octubre de 2019 se anunció que el Inter Miami tendrá un equipo de reserva en la USL League One para la temporada 2020. El 1 de febrero de 2020 se anunció el nombre del equipo.
El 6 de diciembre de 2021 se anunció que el club participaría en la temporada inaugural de la MLS Next Pro en 2022. El equipo cambia de nombre al de Inter Miami CF II.

## Estadio
Juega sus encuentros de local en el Inter Miami CF Stadium.

## Temporadas

### USL League One
| Año  | USL League One | USL League One | USL League One | USL League One | USL League One | USL League One | USL League One | USL League One | Playoffs    | Goleador          | Goleador | Goleador |
| Año  | PJ             | PG             | PE             | PP             | GF             | GC             | Pts            | Posición       | Playoffs    | Jugador           | Goles    |          |
| ---- | -------------- | -------------- | -------------- | -------------- | -------------- | -------------- | -------------- | -------------- | ----------- | ----------------- | -------- | -------- |
| 2020 | 16             | 4              | 3              | 9              | 19             | 28             | 15             | 10º            | no calificó | Ricky Lopez-Espin | 7        |          |
| 2021 | 28             | 8              | 7              | 13             | 40             | 49             | 31             | 10º            | no calificó | Shaan Hundal      | 11       |          |

### MLS Next Pro
| Año  | MLS Next Pro | MLS Next Pro | MLS Next Pro | MLS Next Pro | MLS Next Pro | MLS Next Pro | MLS Next Pro | MLS Next Pro | Playoffs    | Goleador          | Goleador | Goleador |
| Año  | PJ           | PG           | PE           | PP           | GF           | GC           | Pts          | Posición     | Playoffs    | Jugador           | Goles    |          |
| ---- | ------------ | ------------ | ------------ | ------------ | ------------ | ------------ | ------------ | ------------ | ----------- | ----------------- | -------- | -------- |
| 2022 | 24           | 10           | 5            | 9            | 40           | 49           | 36           | 6º (Este)    | no calificó | Shanyder Borgelin | 14       |          |
| 2023 | 28           | 5            | 6            | 7            | 34           | 68           | 22           | 13º (Este)   | no calificó | Lawson Sunderland | 5        |          |

## Organigrama deportivo

### Entrenadores
- Jason Kreis (2020-2021)
- Darren Powell (2021-2023)
- Federico Higuaín (2023-presente)